# 2511 Patterson
2511 Patterson је астероид главног астероидног појаса са средњом удаљеношћу од Сунца која износи 2,298 астрономских јединица (АЈ).
Апсолутна магнитуда астероида је 12,5.